# Sebastian z Felsztyna
Sebastian z Felsztyna, także Felsztyńczyk, Felstiniensis, Roxolanus z Felsztyna (ur. między 1480 a 1490 w Felsztynie, zm. po 1543 w Sanoku) – polski kompozytor i teoretyk muzyki okresu renesansu.

## Życiorys
Był synem Jana. Pochodził z okolic Sambora. Dzięki protekcji i wprost ojcowskiej opiece władającego tymi ziemiami możnego rodu Herburtów młody Sebastian mógł zdobyć wykształcenie oraz pańskie obycie. najprawdopodobniej przez to, zwłaszcza za granicą znany jest jako Sebastian Herburt.
Początkowo kształcił się w Przemyślu gdzie prawdopodobnie ukończył wydział teologiczny. Następnie kształcił się w dziedzinie muzyki na wydziale artes liberales (sztuk wyzwolonych) w Akademii Krakowskiej – jego imię figuruje w archiwalnej księdze wpisów z datą 29 listopada i uwagą, że Sebastian z Felsztyna został wpisany w poczet słuchaczy fakultetu po uiszczeniu opłaty wpisowej 4 groszy. Jesienią 1509 roku, prawdopodobnie pod kierunkiem Jerzego Libana z Legnicy i Henryka Fincka, ukończył studia otrzymując tytuł bakałarza. Ponieważ studiował również teologię, prawdopodobnie około 1528 r. uzyskał święcenia kapłańskie a następnie został wikarym a później proboszczem parafii w Felsztynie (być może następnie w Przemyślu). Od 1536 do 1543 roku był wikarym i proboszczem kościoła pod wezwaniem św. Michała w Sanoku. W Sanoku, korzystając z finansowego wsparcia Mikołaja Herburta Odnowskiego, dla którego pisał wiele utworów muzycznych, założył szkołę muzyczną. Mimo pobytu na prowincji nie zerwał kontaktów z Krakowem. Jeździł tam często prezentować i wydawać drukiem swoje dzieła muzyczne. Trzy z jego kompozycji włączono do stałego repertuaru Kapeli Rorantystów.

## Twórczość
Sebastian z Felsztyna jako absolwent, jeszcze w Krakowie rozpoczął działalność pedagogiczną i kompozytorską. Szczególną popularność zyskał jako autor podręcznika elementarnych zasad śpiewu liturgicznego pt. Opusculum musice compilatur noviter. Podręcznik ten prawdopodobnie ukazał się w 1515 i do 1539 miał aż pięć wydań. Felsztyńczyk pisał również traktaty teoretyczne poświęcone m.in. zasadom wielogłosowości i notacji menzuralnej. Do ważniejszych należy zaliczyć:
- Opusculum musice mensuralis (Kraków, 31 października 1517, pierwszy w Polsce podręcznik notacji menzuralnej, oparty na teorii Franchinusa Gaffuriusa)
- Modus regulariter accentuandi lectiones (Kraków, 1518)
- Opusculum musices noviter congestum
- De musica dialogi VI (Kraków, 1536)
- Directiones musicae ad cathedralis ecclesia Premislensis usum(Kraków, 1543)
- De inventoribus musicae

W swoich opracowaniach zwracał uwagę na terapeutyczne i etyczne wartości muzyki. Prace teoretyczne kierował w głównej mierze do nauczycieli muzyki. Interesował się teoriami i kwestiami muzyki w liturgii, opracował w tym celu zbiór zasad do śpiewania chorału gregoriańskiego. W jego pracach metodycznych dotyczących muzyki można znaleźć wpływy innych autorów epoki, wśród nich najbardziej znanego Adama z Fuldy.
Dzięki swojej twórczości muzycznej mistrz Sebastian zyskał sławę jako jeden z najwybitniejszych twórców muzyki polskiej epoki renesansu. Pisał głównie wokalną muzykę religijną. Jego zachowane motety są najstarszymi przykładami czterogłosowej polifonii w Polsce. Ważniejsze utwory muzyczne:
- Alleluja ad rorate cum prosa Ave Maria
- Alleluja felix es sacra virgo Maria
- Popule meus
- Prosa ad Rorate

Najsłynniejszym uczniem Felsztyńczyka był Marcin ze Lwowa (Leopolita, ur. ok. 1540, zm. ok. 1589), muzyk na dworze króla Zygmunta II Augusta.
Pod jego wpływem tworzyli także: Mikołaj z Krakowa, Krzysztof Borek, Wacław z Szamotuł, Marcin Wartecki, Krzysztof Klabon, Tomasz Szadek, Marcin Paligon, Walentyn Gawara-Gutek i wielu innych.